# 変性意識状態
変性意識状態（へんせいいしきじょうたい、英: altered state of consciousness, ASC）とは、目覚めてはいるが、日常的な意識状態とは異なった意識状態のこと。
「altered state of mind」や「altered state of awareness」ともいう。

## 概説
Altered state of consciousnessという表現は、1966年にArnold M. Ludwigが提唱し、チャールズ・タートが著者で1969年に出版された、この名を掲げた本　"Altered states of consciousness" を通じて一般に知られるようになった。
日常の覚醒時や作業をしている時には脳波を測定すると「ベータ波」が出ている状態になっているが、そうしたベータ波状態とは異なっている状態になっている場合の意識状態をさす。人々がその体験を共有することも可能であり、社会学分野において研究対象となっている。
変性意識状態となるのは、たとえば精神や肉体が極限まで追い込まれた場合、瞑想を行っている時、薬物を使用している時などがあるとされる。また、催眠状態、催眠などによって非常にリラックスした状態も心理学では変性意識状態の一種と分類する。
変性意識状態は「宇宙との一体感」「全知全能感」「強い至福感」などを伴うことがあり、この体験(変性意識体験）は時に人の世界観を一変させるほどの強烈なものも含まれる、といわれる。
トランスパーソナル心理学ではこれを、人間に肯定的な効果をもたらすものとして研究する。また、精神疾患に対する有効な療法として、一時的にこの状態を患者に与える手法が活用されることもある。変性意識状態の代表としてトランス状態を挙げることができる。
宮台真司は、心理学における変性意識の、社会学的な写像（カウンターパート、対応物）がカリスマであると述べた。
1995年に地下鉄サリン事件を引き起こしたオウム真理教の教団は、変性意識体験を「神秘体験」や「超能力」などと称して、その獲得を謳って信者を獲得した。しかし、この変性意識状態は超常現象などではなく「極厳修行」と称される外部の環境から完全に遮断された状態でのプログラムによってつくられたものであり、科学的に解釈可能な現象のひとつにすぎない。

## 変性意識状態を扱った作品
- 『アルタード・ステーツ/未知への挑戦』（ジョン・C・リリーの感覚遮断実験下での変性意識状態をモデルにした映画）
- 『蒼穹のファフナー』(一騎を除くファフナー搭乗者が搭乗時に同化現象によって変性意識状態になる)